# Крузешты
Крузешты (также Крузешть; рум. Cruzeşti) — село в Молдавии, в составе сектора Чеканы муниципия Кишинёв. Вместе с селом Чероборта образуют коммуну Крузешты.
День села празднуется 14 октября.